# Crenarchaeota
Crenarchaeota (též Crenarchaea, z řeckého κρήνη znamenající pramen) je jeden z kmenů archeí. Původně byla všechna Crenarchaeota považována za extrémofilní (termofilové, psychrofilové), podle nedávných studií jich však obrovské množství žije především v moři. Původně byla tato skupina odlišována od ostatních na základě sekvenací rRNA, všechny však ale také sdružuje absence histonových proteinů. Donedávna byla všechna kultivovatelná Crenarchaeota termofilní či hypertermofilní, některá mohou růst i při 113 °C (viz též Strain 121). Crenarchaeota se barví gramnegativně a jejich buňky mohou mít tyčinkovitý, kokovitý, vláknitý i jiný tvar.